# Trichosanthes nervifolia
Trichosanthes nervifolia är en gurkväxtart som beskrevs av Carl von Linné. Trichosanthes nervifolia ingår i släktet Trichosanthes och familjen gurkväxter. Inga underarter finns listade i Catalogue of Life.